# 沃斯特多 (明尼蘇達州)
沃斯特多（英語：Wastedo）是位於美國明尼蘇達州古德休縣萊昂鎮區的一個非建制地區。

## 地理
沃斯特多所處的海拔為高於海平面362米（即1188英呎），而該地所採用的時區為UTC-6，即北美中部時區（CST）。同時該地設有夏令時間，為UTC-6調快一小時，即UTC-5（CDT）。